# 阿野鉱二
阿野 鉱二（あの こうじ、1948年1月1日 - ）は、大阪府堺市出身の元プロ野球選手（捕手）。右投右打。

## 経歴
浜寺中学時代に捕手になる。明星高等学校では真田重蔵監督の指導を受け、1年生の1963年夏の甲子園に控え捕手として出場。堀川浩伸（法大）の好投もあって決勝に進み、下関商の池永正明との投手戦を2-1で制し、全国制覇を経験する。この時の四番打者、正捕手は、中学の先輩である和田徹だった。2年生からレギュラー捕手になり、五番打者として1964年夏の甲子園に連続出場するが、1回戦で大府高に敗れる。同年の秋季大阪大会では準決勝でPL学園に惜敗。1965年夏は府予選準決勝で興國高の谷博信投手らに抑えられ敗退した。高校同期に堀井和人中堅手がいる。
1966年4月に早稲田大学教育学部教育学専修に進学。東京六大学野球リーグでは在学中に2度の優勝を経験した。入学当時の正捕手は同年秋季ベストナインの長倉春生であったが、その壁を越え、2年生から出場機会が増える。3年生の時には同期の小坂敏彦とバッテリーを組み、1968年秋季リーグに優勝。自身も首位打者となりベストナインに選出された。リーグ通算57試合出場し184打数52安打、8本塁打、24打点、打率.283。1970年3月、早稲田大学教育学部教育学科専修卒業、学士(教育)(早稲田大学)。他の大学同期に谷沢健一外野手、荒川尭遊撃手、小田義人一塁手らがおり、自身も含め7人がプロ入りしている。
1969年のプロ野球ドラフト会議ドラフトで読売ジャイアンツから2位指名を受け入団。1970年にはジュニアオールスターゲームにも選出される。1971年には49試合に出場、うち28試合に先発マスクを被った。1974年にはイースタン・リーグで首位打者を獲得。衰えの見える森昌彦の後継を吉田孝司と争うが、1973年以降は出場機会が減少。1975年の巨人ベロビーチキャンプで腹膜炎を起こし、その後は一軍に定着できず1976年限りで現役引退。
引退後は巨人バッテリー兼トレーニングコーチに就任、1985年よりトレーニングコーチ専任となり1991年退団。その後は東京都中央区にある建設業スチールエンジ株式会社取締役会長。

## 人物
トレーニングコーチとしての手腕は非常に高く、「巨人軍のストレッチング」という本を出版するほどの研究家であり、トレーニングコーチの草分け的存在だった。

## 詳細情報

### 年度別打撃成績
| 年 度     | 球 団     | 試 合 | 打 席 | 打 数 | 得 点 | 安 打 | 二 塁 打 | 三 塁 打 | 本 塁 打 | 塁 打 | 打 点 | 盗 塁 | 盗 塁 死 | 犠 打 | 犠 飛 | 四 球 | 敬 遠 | 死 球 | 三 振 | 併 殺 打 | 打 率 | 出 塁 率 | 長 打 率 | O P S |
| --------- | --------- | ----- | ----- | ----- | ----- | ----- | -------- | -------- | -------- | ----- | ----- | ----- | -------- | ----- | ----- | ----- | ----- | ----- | ----- | -------- | ----- | -------- | -------- | ----- |
| 1970      | 巨人      | 10    | 11    | 11    | 2     | 2     | 0        | 0        | 1        | 5     | 1     | 0     | 0        | 0     | 0     | 0     | 0     | 0     | 1     | 0        | .182  | .182     | .455     | .636  |
| 1971      | 巨人      | 49    | 112   | 101   | 7     | 22    | 1        | 0        | 3        | 32    | 12    | 1     | 0        | 0     | 1     | 7     | 1     | 3     | 13    | 1        | .218  | .286     | .317     | .603  |
| 1972      | 巨人      | 17    | 27    | 25    | 3     | 6     | 0        | 0        | 1        | 9     | 1     | 0     | 0        | 0     | 0     | 2     | 0     | 0     | 2     | 0        | .240  | .296     | .360     | .656  |
| 1973      | 巨人      | 4     | 5     | 4     | 0     | 1     | 0        | 0        | 0        | 1     | 0     | 0     | 0        | 0     | 0     | 1     | 0     | 0     | 1     | 1        | .250  | .400     | .250     | .650  |
| 1974      | 巨人      | 7     | 7     | 6     | 0     | 2     | 0        | 0        | 0        | 2     | 0     | 0     | 0        | 0     | 0     | 1     | 0     | 0     | 1     | 0        | .333  | .429     | .333     | .762  |
| 1976      | 巨人      | 2     | 1     | 1     | 0     | 0     | 0        | 0        | 0        | 0     | 0     | 0     | 0        | 0     | 0     | 0     | 0     | 0     | 0     | 0        | .000  | .000     | .000     | .000  |
| 通算：6年 | 通算：6年 | 89    | 163   | 148   | 12    | 33    | 1        | 0        | 5        | 49    | 14    | 1     | 0        | 0     | 1     | 11    | 1     | 3     | 18    | 2        | .223  | .288     | .331     | .619  |

### 年度別守備成績
| 年度 | 試合 | 企図数 | 許盗塁 | 盗塁刺 | 阻止率 |
| ---- | ---- | ------ | ------ | ------ | ------ |
| 1970 | 9    | 5      | 3      | 2      | .400   |
| 1971 | 46   | 26     | 15     | 11     | .423   |
| 1972 | 16   | 8      | 5      | 3      | .375   |
| 1973 | 2    | 3      | 3      | 0      | .000   |
| 1974 | 1    | 0      | 0      | 0      | -      |
| 1976 | 1    | 0      | 0      | 0      | -      |
| 通算 | 75   | 42     | 26     | 16     | .381   |

### 背番号
- 33 （1970年）
- 10 （1971年 - 1975年）
- 32 （1976年）
- 82 （1977年 - 1988年）
- 100 （1989年 - 1991年）